# 134099 Rexengelhardt
134099 Rexengelhardt è un asteroide della fascia principale. Scoperto nel 2004, presenta un'orbita caratterizzata da un semiasse maggiore pari a 3,1141332 UA e da un'eccentricità di 0,0440054, inclinata di 16,27239° rispetto all'eclittica.